# Kościół Chrystusa Odkupiciela w Końskich
Kościół Chrystusa Odkupiciela w Końskich – rzymskokatolicki kościół parafialny należący do parafii pod tym samym wezwaniem (dekanat konecki diecezji radomskiej).
Jest to budowla zaprojektowana przez architekta Tadeusza Borsę i konstruktora Zbigniewa Glejcha. Wybudowano ją w latach 1986–1995 dzięki staraniom księdza Tadeusza Kowalczyka. Kościół został poświęcony w stanie surowym przez biskupa Edwarda Materskiego w październiku 1995 roku. Całość została poświęcona w dniu 22 września 1996 roku przez biskupa Adama Odzimka. Świątynia składa się z trzech naw, jest murowana, wzniesiona została z cegły czerwonej.